# Bicellonycha albomarginata
Bicellonycha albomarginata là một loài bọ cánh cứng trong họ Đom đóm (Lampyridae). Loài này được Zaragoza Caballero miêu tả khoa học năm 1989.